# Kanal 666
Kanal 666 je 15. epizoda strip serijala Dilan Dog. Objavljena je u bivšoj Jugoslaviji kao specijalno izdanje Zlatne serije u izdanju Dnevnika iz Novog Sada u oktobru 1988. godine. Koštala je 1.600 dinara (0,53 DEM, 0,28 $). Imala je 94 strane.

## Originalna epizoda
Naslov originalne epizode glasi Canale 666. Objavljena je premijerno u Italiji 01.12.1987. Epizodu je napisao Ticiano Sklavi, a nacrtao Carlo Ambrosini. Naslovnicu je nacrtao Klaudio Vilja.

## Kratak sadržaj
Mesto i vreme radnje: London 1987 godine. Popularni TV voditelj Howard Beale započinje večernje vesti najavom da se ništa značajno nije desilo, zaključuje kako je život besmislen i izvrši samoubistvo pištoljem pred kamerama. Ovaj događaj predstavlja okidač za čitav niz samoubistava u Londonu, koja su na neki način povezana sa televizijom i medijima.

## Prethodna i naredna epizoda
Prethodna epizoda nosi naslov Između života (#14), a naredna Dvorac straha (#16)